# 1257
| [ Edytuj tabelę ]                          |                                                                              |
| Książę Małopolski                          | - 1243 Bolesław V Wstydliwy 1279                                             |
| Książę Wielkopolski                        | - 1239 Przemysł I 1257 - 1239 Bolesław Pobożny 1279                          |
| Król Angkoru                               | - 1244 Dżajawarman VIII 1295                                                 |
| Król Anglii                                | - 1216 Henryk III 1272                                                       |
| Król Aragonii i Walencji, hrabia Barcelony | - 1213 Jakub I Zdobywca 1276                                                 |
| Margrabia Brandenburgii                    | - 1220 Otto III 1267                                                         |
| Książę Burgundii                           | - 1218 Hugo IV 1272                                                          |
| Książę Dolnej Bawarii                      | - 1253 Henryk XIII 1290                                                      |
| Książę Górnej Bawarii                      | - 1253 Ludwik II 1294                                                        |
| Cesarz Bizancjum                           | - 1254 Teodor II Laskarys 1258                                               |
| Car Bułgarii                               | - 1256 Koloman II Asen 1257 - 1257 Konstantyn Asen Tich 1277                 |
| Cesarz Chin                                | - 1224 Song Lizong 1264                                                      |
| Król Cypru                                 | - 1253 Hugo II 1267                                                          |
| Król Czech                                 | - 1253 Przemysł Ottokar II 1278                                              |
| Król Danii                                 | - 1252 Krzysztof I 1259                                                      |
| Władca Egiptu                              | - 1250 Ajbak 1257 - 1257 Al-Mansur Ali 1259                                  |
| Król Francji                               | - 1226 Ludwik IX Święty 1270                                                 |
| Król Gruzji                                | - 1246 Dawid VI Narin 1259                                                   |
| Hrabia Holandii                            | - 1256 Floris V 1296                                                         |
| Cesarz Japonii                             | - 1246 Go-Fukakusa 1259                                                      |
| Kalif                                      | - 1242 Al-Must’asim 1258                                                     |
| Król Kastylii i Leónu                      | - 1252 Alfons X Mądry 1284                                                   |
| Patriarcha Konstantynopola                 | - 1255 Arseniusz Autorejan 1259                                              |
| Władca Korei                               | - 1213 Kojong 1259                                                           |
| Król Litwy                                 | - 1253 Mendog 1263                                                           |
| Cesarz Łaciński                            | - 1228 Baldwin II de Courtenay 1261                                          |
| Sułtan Maroka                              | - 1248 Abu Jahja Abu Bakr 1258                                               |
| Król Nawarry                               | - 1253 Tybald II 1270                                                        |
| Król Norwegii                              | - 1217 Haakon IV Stary 1263                                                  |
| Hrabia Palatynatu                          | - 1253 Ludwik II Bawarski 1294                                               |
| Papież                                     | - 1254 Aleksander IV 1261                                                    |
| Król Portugalii                            | - 1248 Alfons III 1279                                                       |
| Sułtan Rumu                                | - 1246 Kajkawus II 1260 - 1248 Kilidż Arslan IV 1265 - 1249 Kajkubad II 1257 |
| Książę Rusi halickiej                      | - 1238 Daniel II 1264                                                        |
| Cesarz Rzymski (niemiecki)                 | - 1257 Ryszard z Kornwalii 1272 - 1257 Alfons z Kastylii 1284                |
| Książę Saksonii                            | - 1212 Albrecht I 1260                                                       |
| Król Serbii                                | - 1243 Stefan Urosz I 1276                                                   |
| Król Singasari                             | - 1248 Dżajawisznuwardhana 1268                                              |
| Król Szkocji                               | - 1249 Aleksander III 1286                                                   |
| Król Szwecji                               | - 1250 Waldemar Birgersson 1275                                              |
| Doża Wenecji                               | - 1252 Raniero Zeno 1268                                                     |
| Król Węgier                                | - 1235 Bela IV 1270                                                          |
| Wielki mistrz zakonu krzyżackiego          | - 1256 Anno von Sangershausen 1273                                           |

Rok 1257 / MCCLVII
stulecia: XII wiek ~
XIII wiek ~
XIV wiek

lata: 1247 «
1252 «
1253 «
1254 «
1255 «
1256 «
1257
» 1258
» 1259
» 1260
» 1261
» 1262
» 1267

## Wydarzenia w Polsce
- 5 czerwca – lokacja miasta Krakowa na prawie magdeburskim, przeprowadzona przez księcia krakowskiego Bolesława Wstydliwego. Wtedy też wytyczono Rynek krakowski.
- 2 lipca – lokacja miasta Landisberch Nova - dzisiejszego Gorzowa Wielkopolskiego z rąk margrabiego Jana I (naprzeciw Santoka stanął główny gród Nowej Marchii - Landsberg, czyli Gorzów).
- 19 listopada – dokonano konsekracji bazyliki św. Elżbiety we Wrocławiu.

- Lokacja miasta Wodzisławia Śląskiego.
- Otrzymanie praw miejskich przez Biecz i Jarocin.
- Otrzymanie prawa miejskich przez Pułtusk - I lokacja 1257 z rąk Siemowita I.
- Krzywiń otrzymał prawa miejskie.

## Wydarzenia na świecie
- 13 stycznia – Ryszard z Kornwalii został wybrany na króla Niemiec. 1 kwietnia tego roku inna grupa elektorów wybrała króla Kastylii i Leónu Alfonsa X (podwójna elekcja króla niemieckiego).
- 17 maja – Ryszard z Kornwalii został koronowany na króla Niemiec.

- Założenie Sorbony.

## Urodzili się
- 14 października – Przemysł II, król Polski (zm. 1296)

## Zmarli
- 4 czerwca – Przemysł I, książę wielkopolski i poznański (ur. 1220/1221)
- 15 sierpnia – Jacek Odrowąż, dominikanin, święty Kościoła katolickiego kanonizowany 17 kwietnia 1594 (ur. 1183)